# 1440 Rostia
1440 Rostia је астероид главног астероидног појаса чија средња удаљеност од Сунца износи 3,153 астрономских јединица (АЈ).
Апсолутна магнитуда астероида је 11,8 а геометријски албедо 0,050.